# Sitthichok Mool-on
Sitthichok Mool-on (thailändisch สิทธิโชค มูลอ่อน, * 11. März 1999 in Phitsanulok) ist ein thailändischer Fußballspieler.

## Karriere
Sitthichok Mool-on erlernte das Fußballspielen in der Jugendmannschaft vom Suphanburi FC. Hier unterschrieb er 2019 auch seinen ersten Profivertrag. Der Verein aus Suphanburi, der Hauptstadt der Provinz Suphan Buri, spielte in der höchsten thailändischen Liga, der Thai League. 2020 wurde er vom Drittligaaufsteiger Wat Bot City FC ausgeliehen. Der Verein aus Phitsanulok spielt seit 2020 in der dritten Liga, der Thai League 3, in der Upper-Region. Ende Dezember 2020 kehrte er nach der Ausleihe wieder nach Suphanburi zurück. Am Ende der Saison 2021/22 belegte er mit dem Verein den 16. Tabellenplatz und musste somit in die zweite Liga absteigen. Nach insgesamt 27 Ligaspielen wurde sein Vertrag im Sommer 2023 nicht verlängert. Anfang September 2023 nahm ihn der Drittligist Phuket Andaman FC unter Vertrag. Mit dem Verein aus Phuket spielte er zehnmal in der Southern Region der Liga. Im Dezember 2023 wechselte er in die Bangkok Metropolitan Region. Hier schloss er sich dem Bangkok FC an. Die Saison 2023/24 feierte er mit dem Bangkok FC die Meisterschaft der Region sowie den Aufstieg in die zweite Liga.

## Erfolge
Bangkok FC
- Thai League 3 – Bangkok Metropolitan: 2023/24  ▲